# Josip Ribičič
Josip Ribičič (Bescanuova, 3 novembre 1886 – Lubiana, 7 gennaio 1969) è stato uno scrittore sloveno.
Nato da una famiglia slovena trasferitasi nell'isola di Veglia. Dopo aver finito la scuola media per maestri a Capodistria, lavorò come docente nelle scuole di lingua slovena a Trieste. Fu autore di numerosi libri per ragazzi. Negli anni venti, si trasferì a Lubiana, dove trascorse il resto della sua vita.
Suo figlio Mitja Ribičič divenne un importante esponente comunista, e suo nipote Ciril Ribičič è un politico e magistrato sloveno.